# Adolf Helander
Adolf Ferdinand Helander, född 13 maj 1820 i Göteborg, död 24 juli 1905 i Nyköping, var en svensk lantmätare och riksdagsman. 
Helander var förste lantmätare i Södermanlands län. Som politiker var han ledamot av riksdagens andra kammare 1871–1878 och 1879–1887 samt tillhörde första kammaren 1889–1898 för Södermanlands län. 1865–1898 ordförande i stadsfullmäktige, Nyköping. 1863–1899 sekreterare och kamrerare i Södermanlands läns landsting. Publicerade ett trettiotal skrifter, främst rörande omvandling av äldre svenska mått till metersystemet. Gift 1858 med Hedvig Berg. Sonen Adolf (Alf) föddes 1864.